# Chery Arrizo 5 Plus
Chery Arrizo 5 Plus (в 2018—2020 годах — Chery Arrizo GX) — седан, выпускаемый с 2018 года китайской компанией Chery Automobile.
На экспортных рынках продаётся под названием Chery Arrizo 6, в России с 2023 года продаётся под суббрендом Omoda как Omoda S5.

## История

### 2018—2020: Arrizo GX
Модель дебютировала как Arrizo GX на Пекинском автосалоне в апреле 2018 года, в продаже с октябре 2018 года по ценам от 79 900 до 106 900 юаней.
На этапе разработки была известна как Chery Arrizo 6, компания планировала разместить её в линейке между Arrizo EX/5 и Arrizo 7, но Arrizo 7 была снята с производства и модель GX стала флагманским седаном в линейке компании Chery Automobile, смещена в 2022 году Chery Arrizo 8.

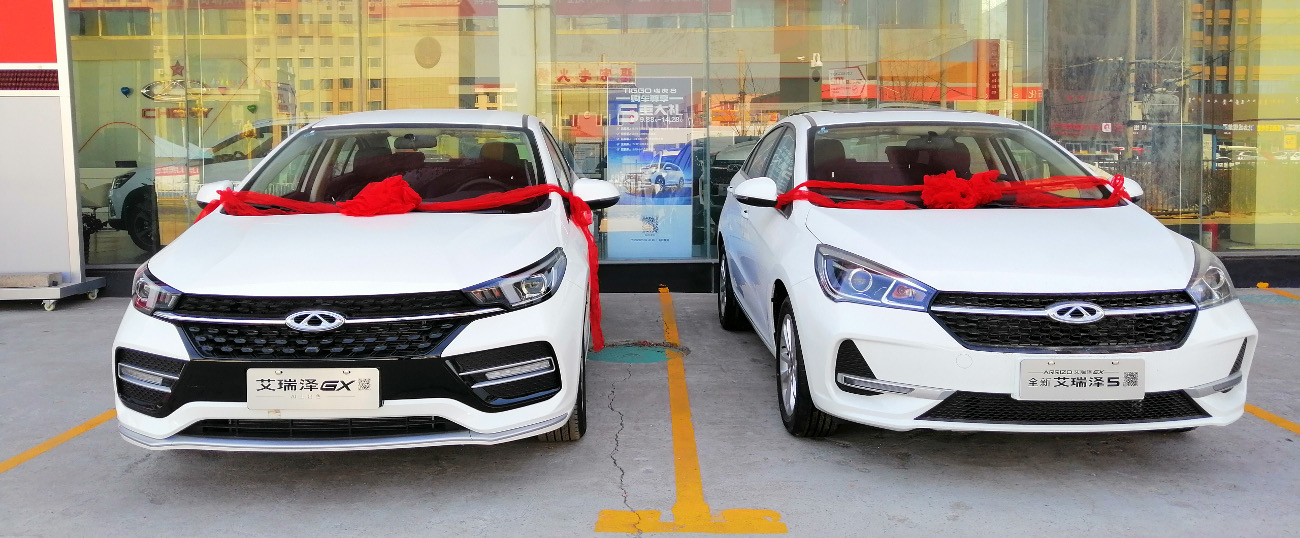
Arrizo GX (слева) и Arrizo EX

Разработана на платформе Arrizo EX и имеет те же шасси и каркас кузова, но оригинальный дизайн внешности — передняя часть отличается решеткой радиатора и бампером, имеет другую оптику. Интерьер полностью другой.
Располагаясь в линейке выше Arrizo EX модель имеет более богатое оснащение — уже базовая комплектация включает шесть подушек безопасности, ABS и EBD, «кожаный» салон, электропривод сиденья водителя, кондиционер, обогрев передних сидений, виртуальные приборы, медиасистему, камеры кругового обзора, парктроник, светодиодные фары, люк, круиз-контроль и 16-дюймовые легкосплавные колеса.
Технически модель идентична Arrizo EX, но в отличие от Arrizo EX, имевшей 1,5-литровый двигатель мощностью 116 л.с., получила более мощный двигатель — бензиновый 1,5-литровый Acteco SQRE4T15B мощностью 147 л. с. в паре с 5-ступенчатой "механникой" или 9-ступенчатым вариатором.
В 2019 году компания запустила параллельно основной модели две её спецверсии: в июне более мощную и дорогую версию Arrizo GX Pro с 1,5-литровым двигателем SQRE4T15C мощностью 156 л. с. с 9-ступенчатым вариатором, а в сентябре менее мощную и дешевле стандартной версию Arrizo GX Champion Edition с 1,5-литровым двигателем SQRE4G15C мощностью 116 л. с. с 7-ступенчатым вариатором.

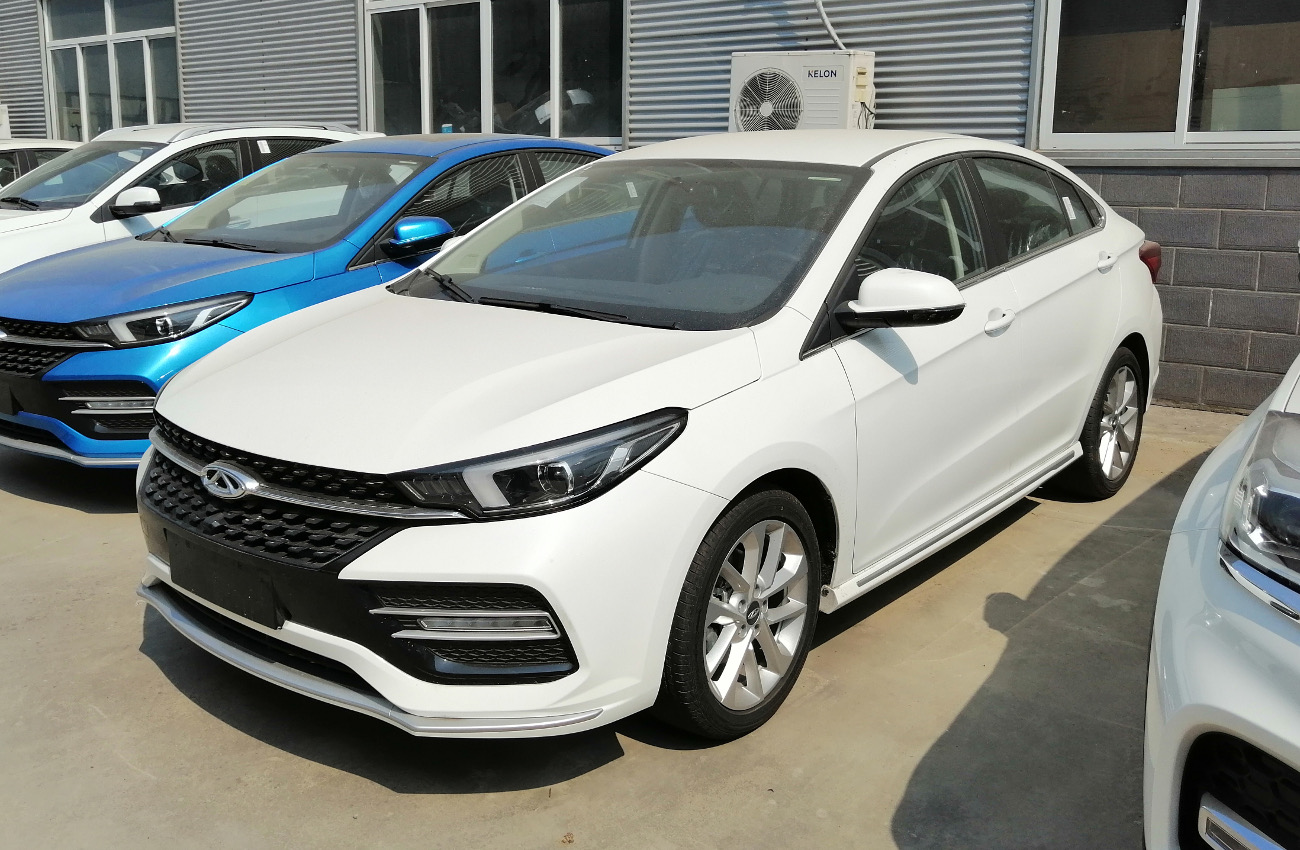
Chery Arrizo GX
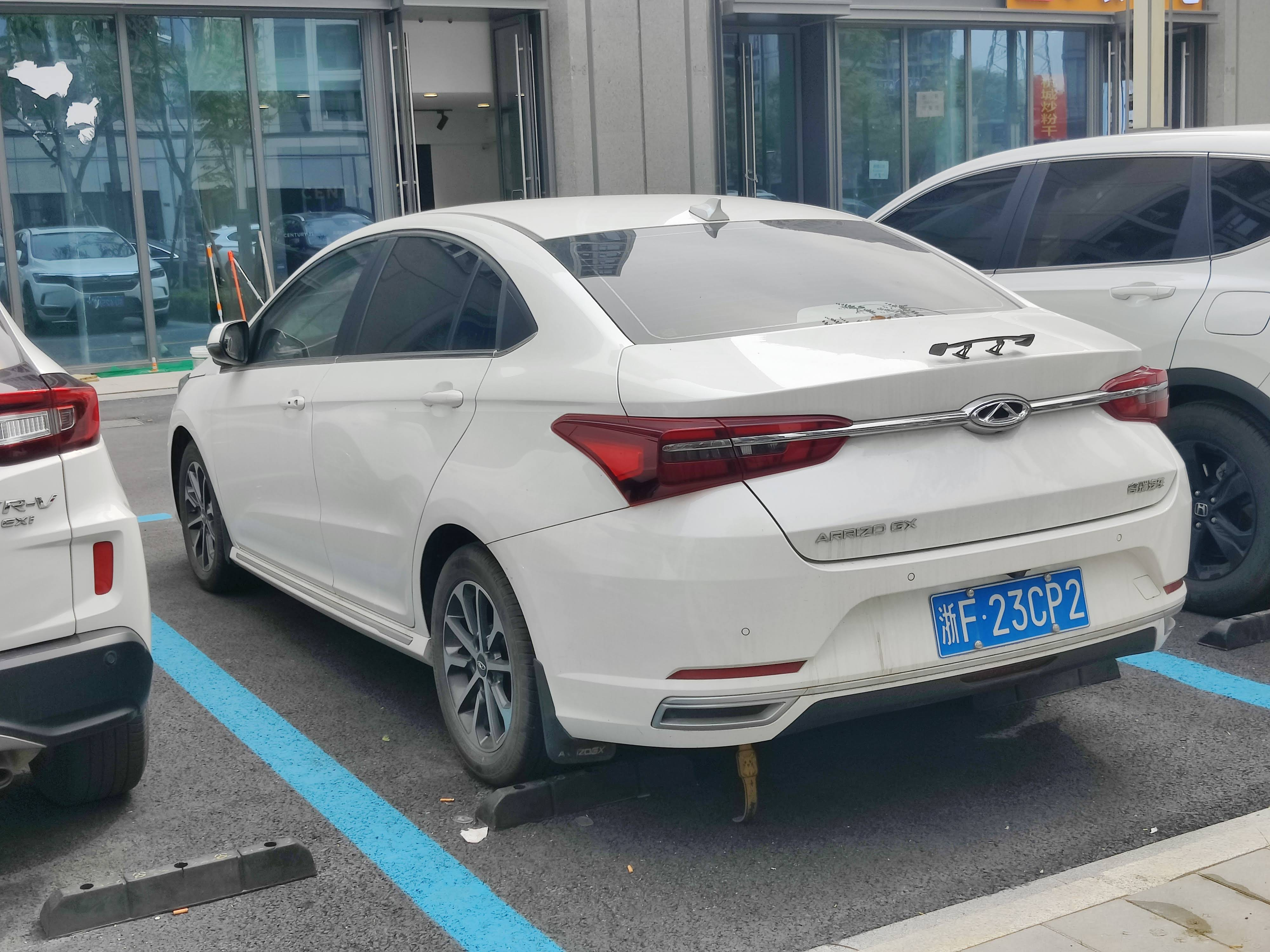
Chery Arrizo GX

### с 2020: Arrizo 5 Plus
В 2020 году проведён рестайлинг, и название Arrizo GX было сменено на Arrizo 5 Plus (в то же время модель Arrizo EX получила обратно название Arrizo 5, которое она имела в 2014-2018 годах).
Arrizo 5 Plus была представлена сразу в двух вариантах дизайна — Xiao Ai и Ozawa, отличающиеся только оформлением передней части, а в остальном идентичных.
Двигатели ранее устанавливаемые на версии GX Pro и GX Champion Edition стали для модели базовыми — бензиновые 1,5-литровый двигатель SQRE4G15C мощностью 116 л. с. с вариатором CVT18, разгон 0-100 км/ч — 13,2 сек., или 1,5-литровый турбомотор SQRE4T15C мощностью 156 л. с. с варитором CVT25. разгон 0-100 км/ч — 9,7 сек.
На домашнем рынке Китая модель Arrizo 5 Plus продаётся с ноября 2020 года, стоимость варьируется от 78 900 до 99 900 юаней.
На рынке Ирана модель продаётся как Fownix Arrizo 6 Pro, а на рынке Узбекистана и Бразилии как Chery Arrizo 6 Pro.

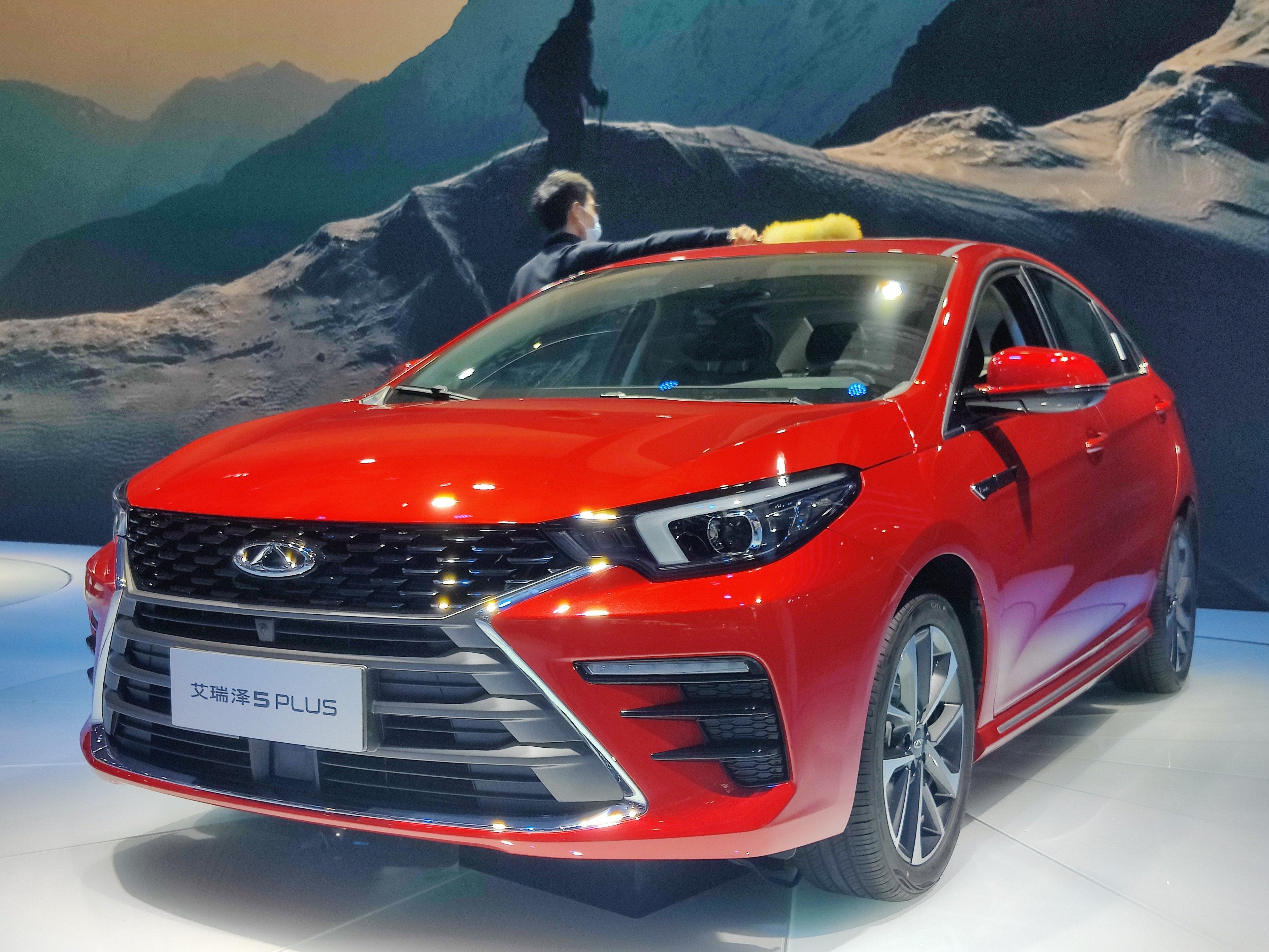
Chery Arrizo 5 Plus — Xiao Ai
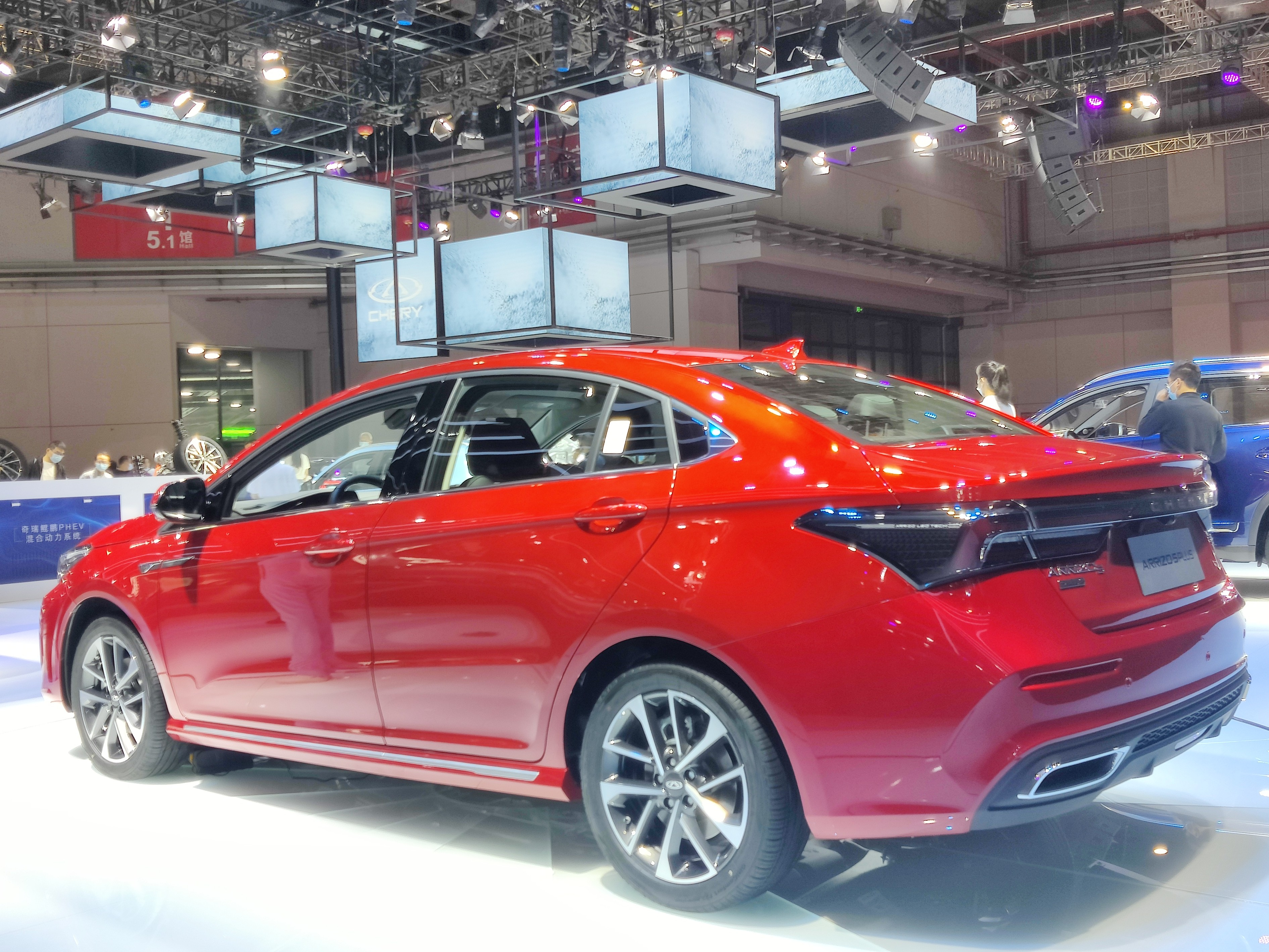
Chery Arrizo 5 Plus — Xiao Ai
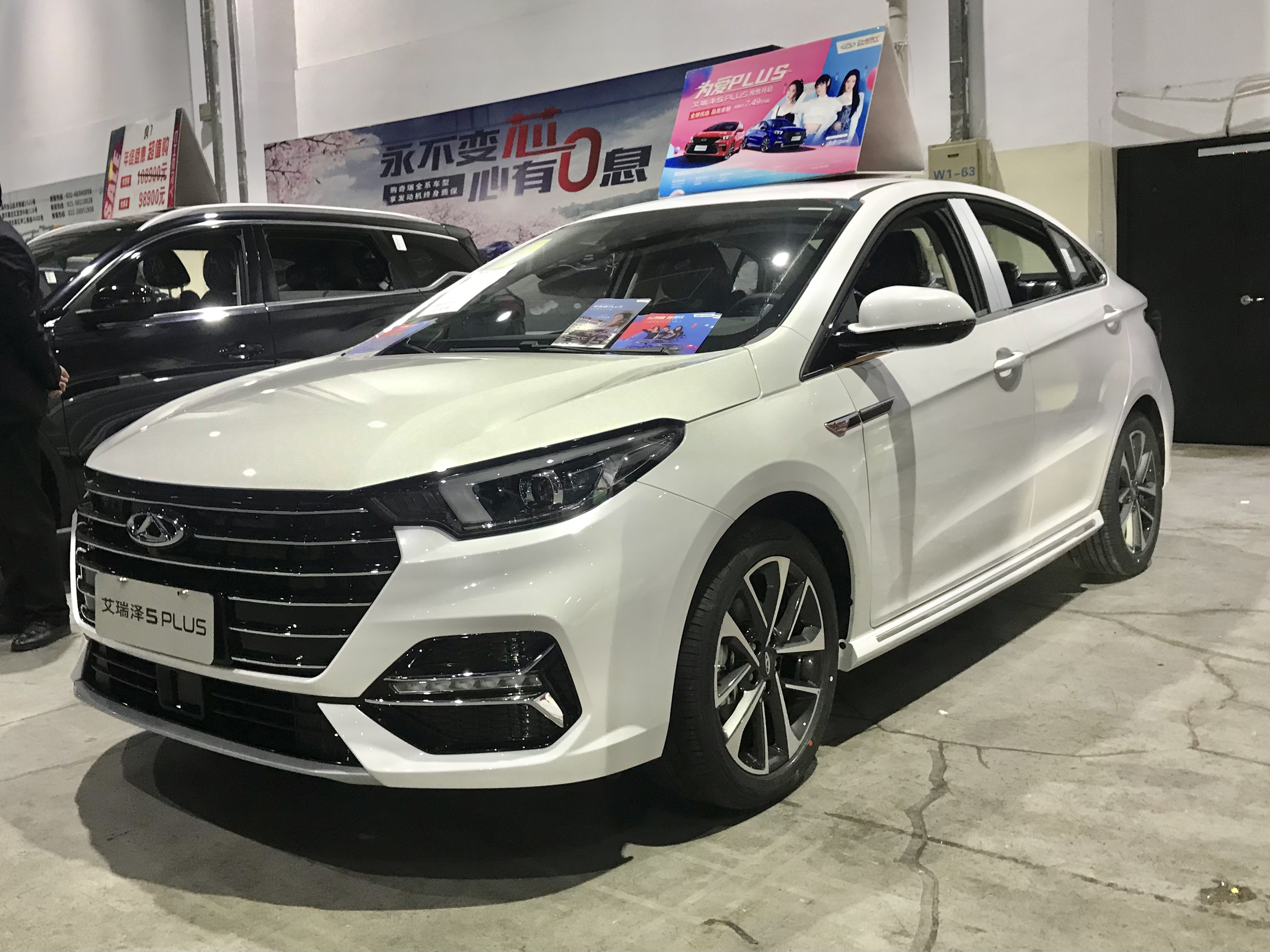
Chery Arrizo 5 Plus — Ozawa
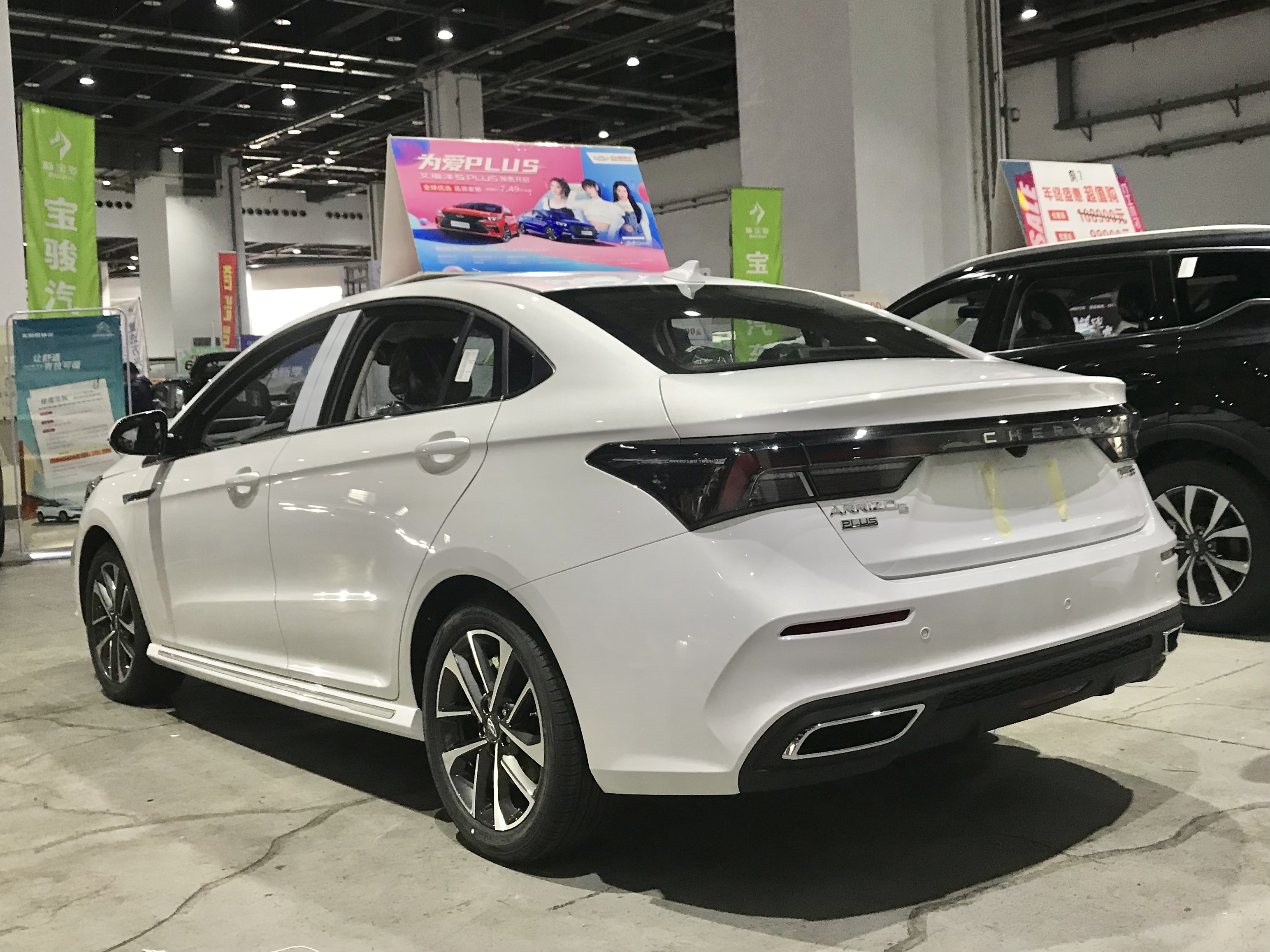
Chery Arrizo 5 Plus — Ozawa

#### Arrizo 5 GT

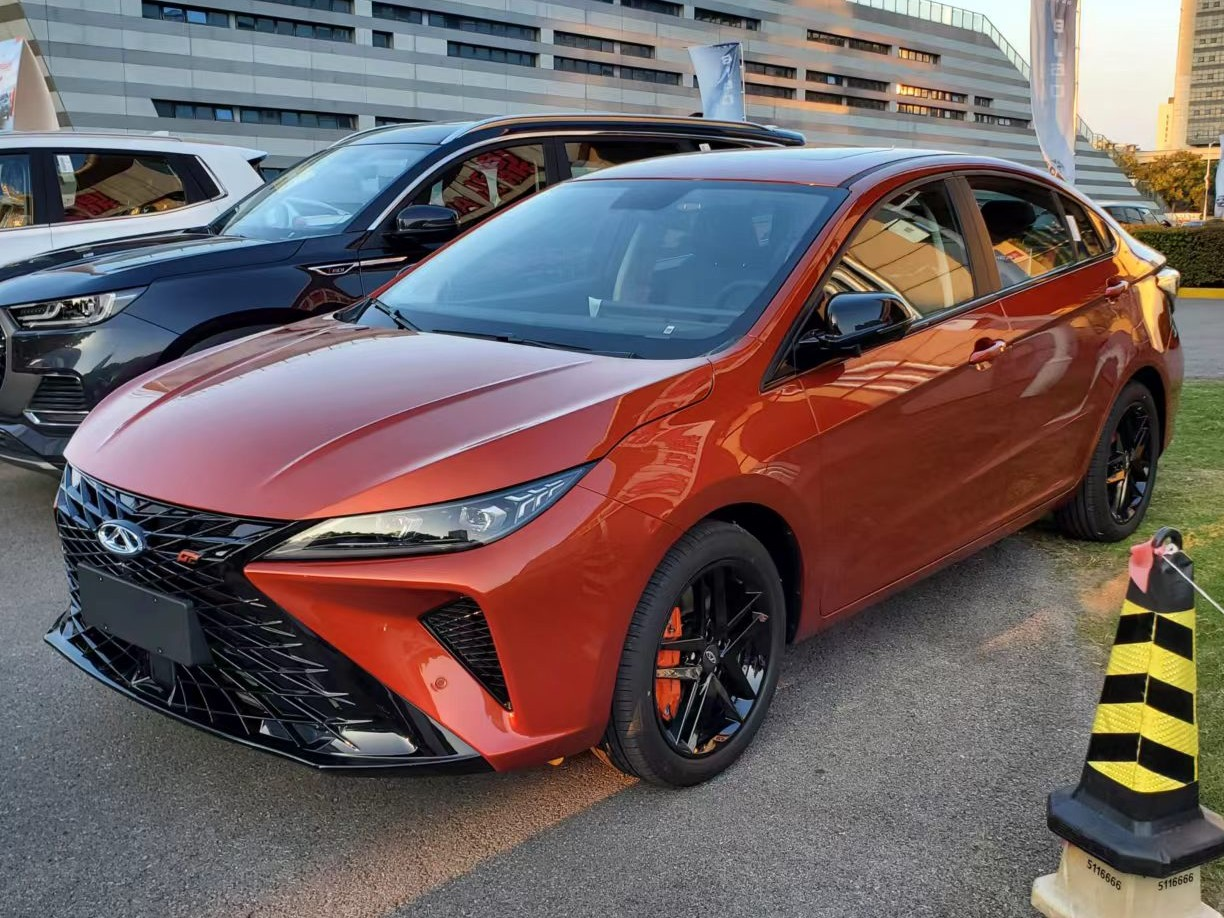
Chery Arrizo 5 GT

В сентябре 2022 года был представлен спортивный вариант Arrizo 5 GT.
Внешне — передняя часть полностью новая, сзади новые фонари и четыре патрубка выпускной системы; длина увеличилась на 30 мм, но в остальном габариты не изменились. Комплектуется 17-дюймовыми литыми дисками, имеет усиленные тормоза, измененные настройки подвески.
Двигатель — 1,6-литровый четырехцилиндровый Kunpeng SQRF4J16 с турбонаддувом и непосредственным впрыском топлива, мощностью 197 л. с. работающий в паре с 7-ступенчатым «роботом» с двумя мокрыми сцеплениями. Заявленный разгон 0-100 км/ч составляет 6 секунд.
В трёх комплектациях стоимость от 100 000 до 108 900 юаней — уже в начальной комплектации дороже самой дорогой комплектации Arrizo 5 Plus.

## В России
На рынке России официально в продажу вышла в апреле 2023 года, поставляется из Китая, локального производства нет.
Модель продаётся под суббрендом Omoda, внешне имеет вариант оформления (передний бампер и решётка радиатора) версии Ozawa. Двигатели те же что и у китайской модели, 1.5-литровые, но мощностью в российской спецификации снижена в первом до 113 л. с., а турбомотор дефорсирован с 156 до 147 л. с., оба двигателя работают в паре с вариатором.
В продажу поступил в мае 2023 года в трёх комплектациях по ценам от 2 159 900 до 2 469 900 рублей.
В сентябре 2023 года поступила в продажу «заряженная» версии GT с турбированным двигателем объемом 1,6 литра мощностью 150 л. с.
Всего в 2023 году OMODA S5 с его версией GT была реализована в количестве 6142 экземпляра.

## Тест-драйвы
- Первый тест Omoda S5 — стильного седана на старой базе // Auto.ru, 6 июня 2023
- Omoda S5. Седаны еще поборются // Мотор.ру, 9 июня 2023
- Седан, который удивляет. Что показал тест-драйв разных модификаций Omoda S5 // Китайские автомобили, 11 июня 2023
- Будут брать: мое мнение о седане Omoda S5 // 5 Колесо, 20 июня 2023
- Тест-драйв седана Omoda S5: снаружи бриллианты, а внутри зеленоглазое такси // Газета.ру, 5 июля 2023
- Антон Чуйкин: OMODA S5 GT – в поисках середины // Автостат, 4 октября 2023